# Iwan Andrejewitsch Tscheljadnin

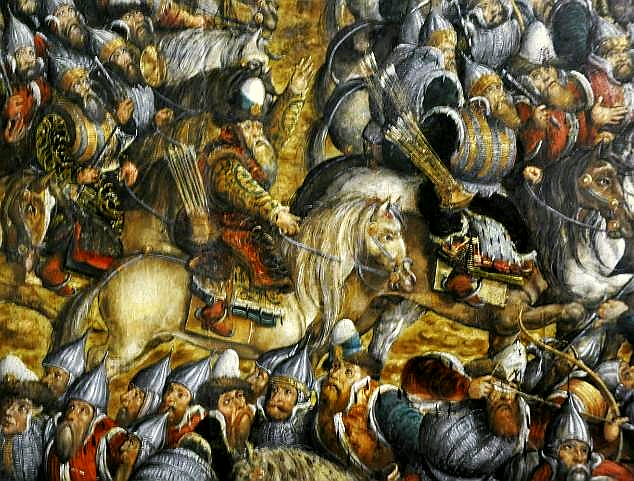
Iwan Andrejewitsch Tscheladnin dargestellt auf dem Gemälde die Schlacht bei Orscha 1514 als Heerführer der russischen Truppen

Iwan Andrejewitsch Tscheljadnin (auch Tschelädnin, russisch Иван Андреевич Челяднин, polnisch Iwan Andriejewicz Czeladnin; † 1514 in Vilnius) war ein russischer Adeliger, Bojar, Beamter im Staatsdienst, Diplomat und Feldherr des Großfürstentums Moskau.

## Leben
Iwan war Sohn des Andrej Fjodorowitsch Tscheljadnin († 1503), der russisch-moskowitischer Adliger, Feldherr (Konjuschi) und Statthalter von Weliki Nowgorod war. Gleich seinem Vater, wurde er während der Herrschaft Großfürsts Wassili III. in das Amt eines Konjuschis des Großfürstentums Moskau berufen, außerdem bekleidete er als Beamter das Amt eines Wojewoden in den Jahren 1508–1509. Er wurde 1508, während des Moskowitisch-Litauischen Krieges 1507–1508, auf eine diplomatische Mission nach Polen geschickt, um mit dem polnischen König und litauischen Großfürsten, Sigismund I. dem Alten, einen Waffenstillstand auszuhandeln. 1510 empfing er im Namen des Großfürsts Wassili den Untertaneneid der Pskower Bevölkerung, die er, nach der vollständigen Unterwerfung der gleichnamigen Republik, in das Innere des Moskauer Staates deportieren ließ. Für treue Dienste wurde er 1511 in den Rang eines Bojars erhoben und ein Jahr darauf erneut auf eine diplomatische Mission zum Khan von Kasan geschickt. 1512 vernichtete er eine gegen Moskau gerichtete Razzia der Krimtataren. Während des Moskowitisch-Litauischen Krieges 1512–1522 belagerte er 1512 erfolglos die Festung Smolensk. Er war einer der Heerführer der moskowitischen Streitmacht, die 1514 durch Konstantin Iwanowitsch Ostroschski bei Orscha entscheidend in die Flucht geschlagen wurde. Er selbst geriet in litauische Haft, in der er in Vilnius wenig später verstarb.